# Rắn lục mắt hồng ngọc
Rắn lục mắt hồng ngọc, tên khoa học Trimeresurus rubeus, là một loài rắn trong họ Rắn lục. Loài này được Malhotra Thorpe, Mrinalini & Stuart mô tả khoa học đầu tiên năm 2011.